# Orcano, o Cavalheiro
Orcano, o Cavalheiro (em grego medieval: ῎Ορχανος; em turco: Orhan; 1412 – 29 de maio de 1453) ou Urcano (em grego medieval: Οὐρκάνος), chamado o Cavalheiro (Çelebi) foi um príncipe do Império Otomano. Orcano era neto de Solimão, o Cavalheiro, portanto, um primo de segundo grau e rival de Maomé, o Conquistador.
Orcano foi enviado a Constantinopla como refém e os otomanos pagaram tributos aos bizantinos durante seu tempo lá para mantê-lo fora do caminho. Em 1453, se juntou à defesa do Império Bizantino durante a Queda de Constantinopla com aproximadamente 600 desertores otomanos ao seu lado. Foram encarregados de defender parte das muralhas do mar, incluindo o porto de Eptascálio.
Existem vários contos sobre exatamente como isso aconteceu, mas depois que a cidade caiu, Orcano foi capturado e executado enquanto tentava escapar.